# Afrocerura thomensis
Afrocerura thomensis är en fjärilsart som beskrevs av Talbot 1929. Afrocerura thomensis ingår i släktet Afrocerura och familjen tandspinnare. Inga underarter finns listade i Catalogue of Life.